# Joaquim Rigau i Joan
Joaquim Rigau i Joan   (Caldes de Malavella, 3 de març de 1925 - Barcelona, 6 de gener de 2005) fou un futbolista català de les dècades de 1940 i 1950.

## Trajectòria
Començà la seva carrera a diversos clubs de les comarques gironines com la UE Caldes de Malavella i l'FC Palafrugell, fins que arribà al Girona FC, principal club de la zona. Durant la seva etapa de formació jugà amb un altre defensa gironí, Josep Puig Curta, que més tard jugaria al Barça. Del Girona passà al RCD Espanyol, el qual cedí inicialment el jugador al CF Reus Deportiu i al CF Igualada. Va jugar al primer equip del RCD Espanyol quatre temporades entre 1946 i 1950, on fou company d'homes com Josep Trias, Antoni Fàbregas, Josep Mariscal, Josep Casas, Ramon Celma o Gabriel Jorge. En les dues primeres temporades era suplent habitual i només disputà 13 partits a primera divisió, mentre que les dues darreres jugà a l'equip reserva. Posteriorment jugà a la UE Lleida, club amb el qual jugà 10 partits a primera divisió la temporada 1950-51, i al CE Sabadell. Els seus darrers clubs foren Sant Andreu i Hospitalet.